# UFC Fight Night: Covington vs. Woodley
UFC Fight Night: Covington vs. Woodley (även UFC Fight Night 178, UFC ON ESPN+ 36 och UFC Vegas 11) var en MMA-gala anordnad av UFC. Den ägde rum 19 september 2020 i UFC APEX i Las Vegas, Nevada.

## Bakgrund
Huvudmatchen var en welterviktsmatch mellan före detta welterviktsmästaren Tyron Woodley och före detta interimmästaren Colby Covington.

## Ändringar
En tungviktsmatch mellan Ciryl Gane och Sjamil Abdurachimov var tänkt att gå av stapeln, men 31 augusti meddelades det att matchen flyttats till UFC Fight Night 180 den 18 oktober.
Miguel Baeza skulle ha mött Mickey Gall i weltervikt, men Gall tvingades dra sig ur matchen 11 september då han skadade sig under träning. Baezas nye motståndare blev Jeremiah Wells.
Mirsad Bektić skulle mött Luiz Garagorri i fjädervikt, men Garagorri ströks 15 september då en i hans hörna visade sig vara Covid-19-positiv. Ny motståndare blev Damon Jackson.

### Invägning
Vid invägningen strömmad via Youtube vägde utövarna följande:

## Resultat

### Bonusar
Följande MMA-utövare fick bonusar om 50 000 USD vardera:
- Fight of the Night: Ingen utdelad
- Performance of the Night: Khamzat Chimaev, Mackenzie Dern, Damon Jackson och Randy Costa